# Brinjani
Brinjani falu Horvátországban, Sziszek-Monoszló megyében. Közigazgatásilag Kutenyához tartozik.

## Fekvése
Sziszek városától légvonalban 35, közúton 52 km-re keletre, községközpontjától 8 km-re északkeletre, a Monoszlói-hegység déli lejtőin, Šartovac és Stupovača között fekszik.

## Története
A település a 18. század elején keletkezett, amikor a likai Brinjéről a határőrvidék hatóságainak önkényeskedései elől menekülő tíz család telepedett le itt. A telepesek falujukat régi lakóhelyükről nevezték el. Brinjani tulajdonképpeni jelentése brinjeiek. 1773-ban az első katonai felmérés térképén „Brinijani” néven szerepel. A településnek 1880-ban 15, 1910-ben 400 lakosa volt. Belovár-Kőrös vármegye Krizsi, majd Kutenyai járásához tartozott. 1918-ban az új szerb-horvát-szlovén állam, majd később Jugoszlávia része lett. A II. világháború idején a Független Horvát Állam része volt. A háború után a béke időszaka köszöntött a településre, enyhült a szegénység és sok ember talált munkát a közeli városokban. Önkéntes tűzoltóegyletét 1956-ban alapították. A délszláv háború előestéjén lakosságának 55%-a szerb, 33%-a horvát nemzetiségű volt. 1991. június 25-én a független Horvátország része lett. A településnek 2011-ben 253 lakosa volt.

## Népesség
| Lakosság változása | Lakosság változása | Lakosság változása | Lakosság változása | Lakosság változása | Lakosság változása | Lakosság változása | Lakosság változása | Lakosság változása | Lakosság változása | Lakosság változása | Lakosság változása | Lakosság változása | Lakosság változása | Lakosság változása | Lakosság változása |
| ------------------ | ------------------ | ------------------ | ------------------ | ------------------ | ------------------ | ------------------ | ------------------ | ------------------ | ------------------ | ------------------ | ------------------ | ------------------ | ------------------ | ------------------ | ------------------ |
| 1857               | 1869               | 1880               | 1890               | 1900               | 1910               | 1921               | 1931               | 1948               | 1953               | 1961               | 1971               | 1981               | 1991               | 2001               | 2011               |
| 0                  | 0                  | 15                 | 267                | 351                | 400                | 394                | 386                | 351                | 347                | 307                | 261                | 251                | 253                | 273                | 253                |

(1869-től számít önálló településnek, ebben az évben lakosságát még a szomszédos Stupovačához számították.)

## Nevezetességei
Szent Ilona tiszteletére szentelt római katolikus temetőkápolnája. A kutinska slatinai plébánia filiája.

## Sport
Az NK Brijani labdarúgóklubot 1975-ben alapították.